# はこてんパラダイス
はこてんパラダイスは株式会社アークが運営していた麻雀ユーザーに特化したSNSである。略称ははこパラ。2006年に開設。参加者は2011年1月の時点で約9000人が参加していた。アクティブユーザー数は非公表だが、女流プロの参加、更新の頻度が高いのが特徴であった。
2018年8月30日にサービスを終了した。

## 特徴
- 最高位戦日本プロ麻雀協会、日本プロ麻雀協会のプロを中心に多くのプロが参加している。麻雀三大団体の一つである日本プロ麻雀連盟所属のプロは黒沢咲など一部の例外を除いてロン2内でブログを執筆している事などからはこパラ自体に参加していない。ちなみにフリーのプロでは馬場裕一や初音舞などといった著名なプロも参加している。
- MONDO21の中で「はこパラ女流麻雀プロ対抗戦」を主催した事がある。
- コミュニティ等については基本的な機能は兼ね備えている。コミュニティによっては麻雀に関係なくリアルでオフ会を開く事もしばしばある。
- 麻雀のSNSのため、日記の多くは麻雀の日記を書く者が多い。女流プロは雀荘への来店の日程を告知するために使われる事が多い。
- 2011年9月、麻雀ポータルサイト「麻雀王国」と提携。これにともないSNSのカラーも黄緑から青系統の色へと変更になった[2]。